# Tribunali-Castellammare
Tribunali-Castellammare è il primo quartiere di Palermo. Gran parte della sua superficie è occupata dal Parco archeologico del Castellammare.
Il quartiere è compreso nella I Circoscrizione (all'interno del centro storico di Palermo).
Comprende i mandamenti Kalsa e La Loggia.

## Geografia fisica
Il quartiere confina:
- a nord con il quartiere Politeama;
- ad ovest con il quartiere Palazzo Reale-Monte di Pietà;
- a sud con il quartiere Oreto-Stazione;
- ad est con il Mar Tirreno.

## Storia
Tribunali-Castellammare racchiude, al suo interno: l'estremità dell'antico promontorio sul quale si fondava la città punico-romana; l'area del vecchio porto della Cala, oggi in parte interrato; e le due zone edificate al di là degli alvei dei fiumi Kemonia e Papireto, corrispondenti al quartiere arabo e a quello dei Genovesi. Gli assi del Cassaro (oggi corso Vittorio Emanuele) e via Maqueda, tracciati alla fine del XVI secolo, hanno unificato l'intero tessuto e dato vita agli storici mandamenti che articolavano l'area: il mandamento dei Tribunali, dove si trovavano i quartieri mercantili dei Lattarini, della Fieravecchia e della Kalsa; e Castellammare - denominato anche quartiere della Loggia per via di una loggia mercantile in Piazza Garraffello, non più esistente - che per la vicinanza con l'approdo della Cala si è sviluppato come meta di residenza dei mercanti orientali, genovesi e pisani. Nell'età medioevale, in quest'ultimo mandamento venne colmata la depressione invasa dal mare che poi è divenuta sito dello storico mercato della Vucciria. 
Nel 1895 venne inaugurato il primo tratto della via Roma, un rettifilo dall'aspetto monumentale previsto dal piano regolatore di risanamento di Palermo, con cui si ridisegnava completamente la città. La nuova strada, il cui ultimo segmento venne completato nel 1922, divenne un asse di servizi e contribuì all'evoluzione dei quartieri attraversati da essa, che ancora oggi risultano influenzati dall'importanza che la via ricopre per il capoluogo.  

## Monumenti e luoghi d'interesse

### Architetture religiose
- Maria Santissima Assunta, in corso Vittorio Emanuele;
- Sant'Anna La Misericordia, in piazza Sant'Anna;
- Sant'Antonio Abate, in via Roma;
- San Francesco d'Assisi, in piazza San Francesco;
- San Giacomo La Marina, in piazza San Giacomo La Marina;
- San Mamiliano, in via Squarcialupo;
- Santa Maria della Pietà, in via Torremuzza;
- San Nicolò da Tolentino, in via Maqueda;
- Santissima Trinità La Magione, in via La Magione.

## Geografia antropica
Lattarini - il cui nome deriva dall'arabo Luk-el-altarin, cioè "mercato di droghieri" - è oggi un rione molto popoloso che si estende tra la via Roma e l'arco della via A. Paternostro. Il suo reticolo viario ha mantenuto lo stampo medioevale, ad eccezione del largo squarcio della via Roma e della piazza geometrica antistante l'attuale edificio della Cassa di Risparmio. La Fieravecchia, nota oggi come Piazza della Rivoluzione, era la sede di un mercato in cui confluivano importanti arterie cittadine che conducevano fuori Palermo per la distrutta Porta di Termini, in fondo all'attuale via Garibaldi. Il cambio di nome è dovuto agli episodi di lotta anti-borbonica durante il Risorgimento. La Kalsa è un popoloso quartiere risalente al periodo arabo, caratterizzato da un'abbondanza di vicoli stretti e cortili nella sua parte interna, che gli conferiscono un aspetto impenetrabile. 